# Mario Dobry
Mario Dobry Ciudad de Buenos Aires, 27 de octubre de 1941), es un poeta, compositor y pintor argentino.

## Biografía
Entre sus composiciones destacadas se encuentran la Santa del pueblo, primer tango compuesto en homenaje a Evita Perón. Dicho tango fue grabado en los estudios Melopea bajo la supervisión de Mario Sobrino, en la Ciudad de Buenos Aires durante el año 2006 y cuenta con arreglos musicales del maestro Raúl Luzzi y tiene la participación de diferentes músicos.
A fines del año 2007 se lanzará su primer placa "Un sueño de Horizonte" con temas de su autoría, la cual estará completamente arreglada e interpretada por Raúl Luzzi.
Junto con Raúl Luzzi  también lanzó el disco Invocacion

## Discografía
Un Sueño de Horizonte

## Músicos participantes del disco «Un sueño de Horizonte»
Raúl Luzzi: Guitarra, arreglos, dirección artística y musical, Jesús Hidalgo: cantante, Horacio Cabarcos: contrabajo,
Daniel Naka: bajo eléctrico,
Arturo Schneider: saxo y flauta,
Oscar Dauria: batería y percusión,
Rodolfo García:percusión,
Lautaro Greco:bandoneón,
Matias González: bandoneón,
Nicolas Guerschberg: piano y teclados,
Fernando Marzan: piano,
Pocho Portenio: congas,
Rene Jacobson :guitarra,
Pablo Agri: violín solista,
Osvaldo Berlingieri: Pianista Invitado,